# Europæisk kulturhovedstad
Europæisk kulturhovedstad (tidl. Europæisk kulturby) er et initiativ lanceret af EU's ministeråd i 1985, som har til formål at "bidrage til at bringe EU's befolkninger nærmere hinanden". Den europæiske kulturhovedstad udpeges hvert år af Rådet på grundlag af en indstilling fra Europa-Kommissionen.